# Cidade das Artes
Das Cidade das Artes (Stadt der Künste) ist ein Veranstaltungskomplex im Stadtteil Barra da Tijuca in der Stadt Rio de Janeiro, Brasilien. Es wurde von dem französischen Architekten Christian de Portzamparc entworfen und am 3. Januar 2013 nach 10 Jahren Bauzeit eingeweiht.

## Lage
Das Cidade das Artes befindet sich etwa in der Mitte des Stadtteils Barra da Tijuca, auf dem nördlichen Teil des Verkehrsknotenpunkts an dem sich die Linha Amarela im Norden, beziehungsweise die Avenida Ayrton Senna im Süden und die Avenida das Américas kreuzen. Auf dem südlichen Teil des Verkehrsknotenpunkts befindet sich das Terminal Alvorada, von dem man durch einen Tunnel unter der Avenida das Américas das Cidade das Artes zu Fuß erreichen kann. Von der Terrasse hat man einen Panoramablick auf die umliegenden Berge von Rio de Janeiro, die Hochhäuser und die Einkaufszentren Barra Shopping von Barra da Tijuca, den Strand Praia da Barra da Tijuca und den westlich gelegenen tropischen Park Bosque da Barra.

## Geschichte

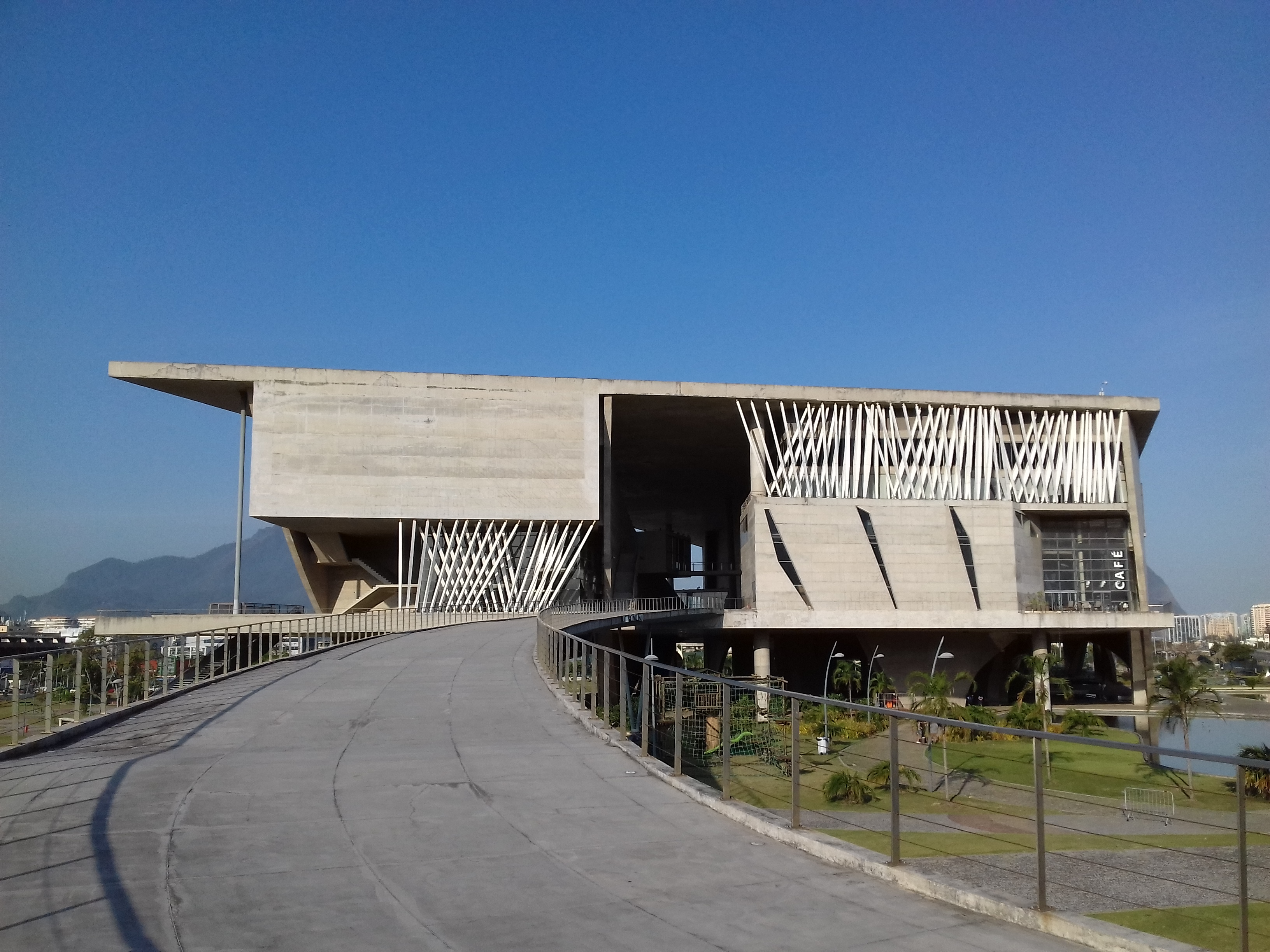
Westliche Rampe, Aufgang zur Terrasse

Mit dem Bau des Cidade das Artes wurde im Jahr 2003 begonnen, Ende 2004 sollte das Gebäude eingeweiht werden. Die veranschlagten Kosten sollten bei 80 Millionen R$ liegen. Zu Beginn sollte das Gebäude Cidade da Música (Stadt der Musik) heißen. Nach etwa 10 Jahren Bauzeit konnte das Gebäude schließlich am 3. Januar 2013 mit dem Musical Rock in Rio – das Musical eröffnet werden.  Die Baukosten beliefen sich auf etwa 508 Millionen R$. Selbst am Tag der Eröffnung war das Gebäude erst zu 95 Prozent fertig gestellt.
Der Bau stand lange Zeit in der Kritik der Öffentlichkeit, da sich die bereits mehrmals verschobene Eröffnung vom 26. Dezember 2008 schließlich weiter auf den 3. Januar 2013 verschob und auch die Ausgaben den geplanten Rahmen um mehr als den Faktor 6 überschritten. Weiterhin war der geplante Standort ein Kritikpunkt, da sich eine U-Bahn-Station in der Nähe befinden sollte. Das naheliegende Alvorada-Terminal verfügt jedoch nur über Stadtbus- und Transcarioca-Bus Rapid Transit Anbindungen. Die dichteste U-Bahn-Station ist zurzeit Jardim Oceânico, von der der BRT-Bus nach Alvorada fährt.

## Gebäude
Bei dem Cidade das Artes handelt es sich um eine Stahlbetonkonstruktion. Zwei große horizontale Betonplatten bilden dabei das Erdgeschoss und das Dach. Zwei Rampen und einige Treppen führen auf die Terrasse. Diese ist mit einer Vielzahl von erhöhten Räumen und großen geschwungenen, nach unten führenden Flossen durchsetzt. Nach Aussagen des Architekten handelt es sich bei der zehn Meter hohen öffentlichen Terrasse des Cidade das Artes um eine Konstruktion, auf der eine kleine Stadt mit zahlreichen unterschiedlichen Gebäuden untergebracht ist. Der Zugang zu allen Einrichtungen der Cidade das Artes ist von der Terrasse aus möglich.

## Ausstattung

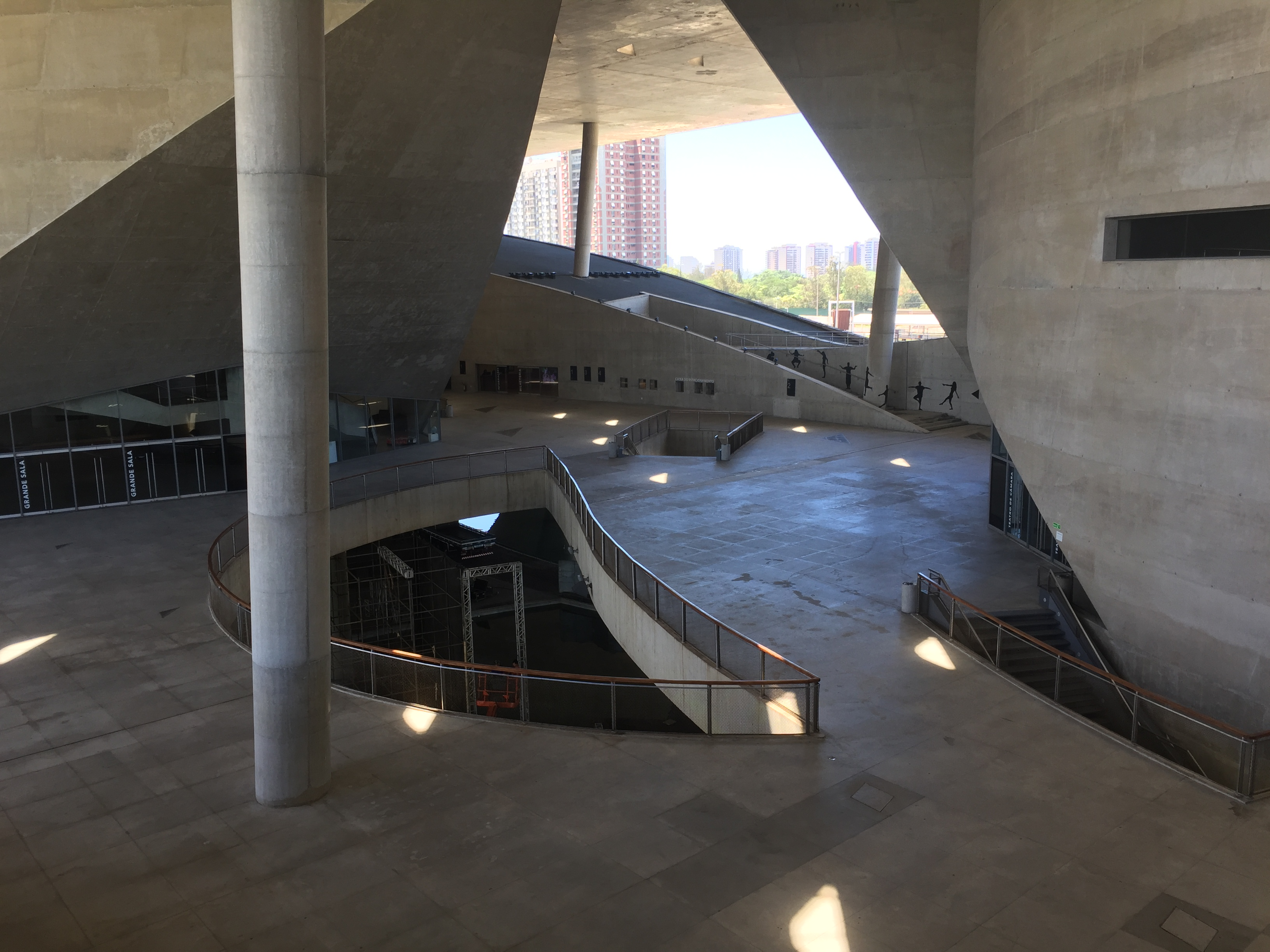
Offene Terrasse mit Blick Richtung Osten

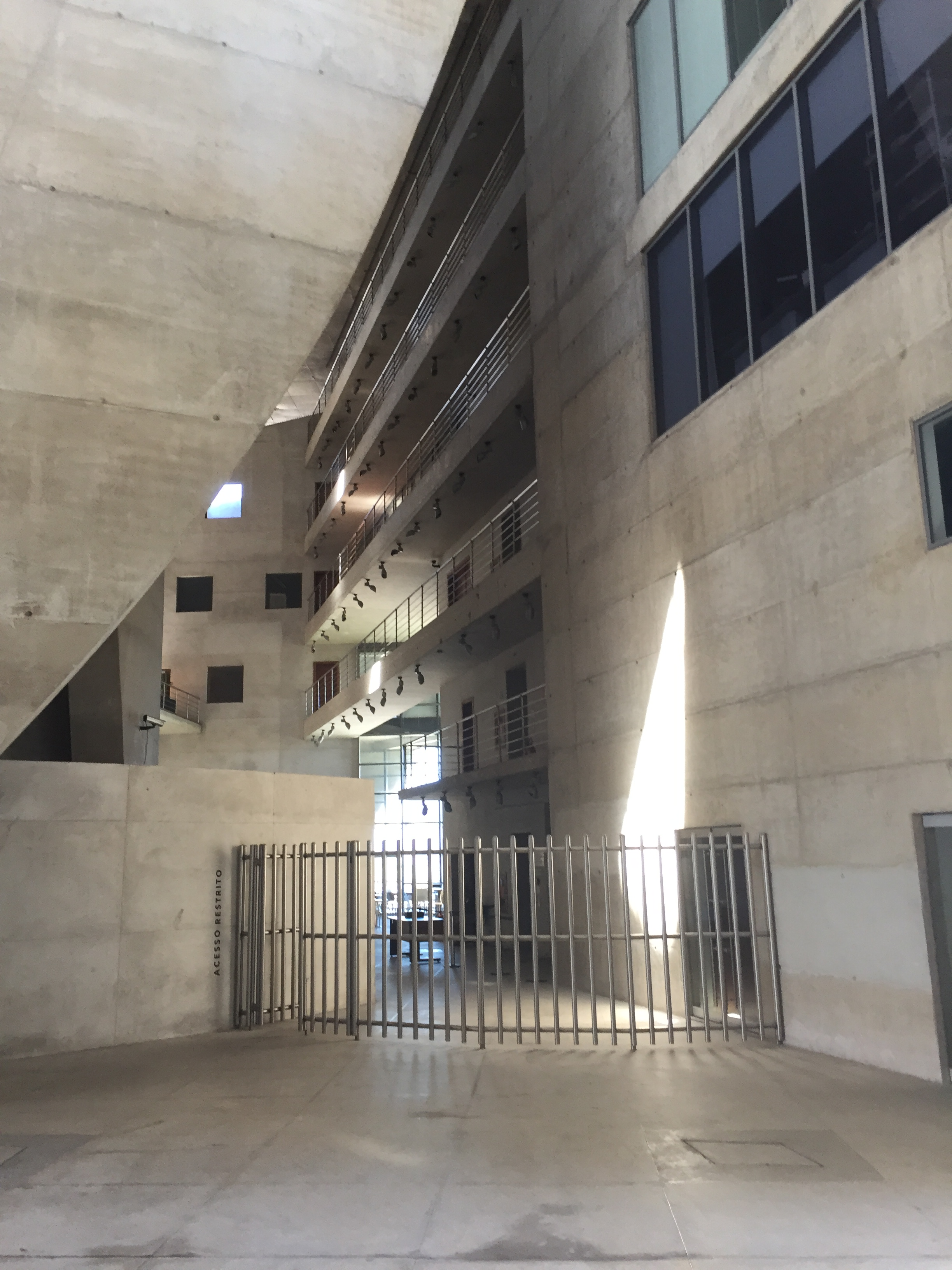
Unterschiedliche "Gebäude" auf der Terrasse

Heute ist das Cidade das Artes der Hauptsitz des brasilianischen Symphony Orchestra, die große Halle mit ihren bis zu 1.222 Sitzplätzen, ist der zweitgrößte Raum für klassische Konzerte, Musicals und Opern in Lateinamerika, nach dem Teatro Colón in Buenos Aires.
- Grundstücksfläche: ca. 95.000 m²
- Bebaute Fläche: 87.403 m²
- Große Halle (Grande Sala): 1.222 Plätze[6]
- Kammertheater (Teatro de Câmara): 439 Plätze[6]
- Elektroakustischer Raum (Eletroacústica)
- Mehrzwecksaal I (Sala I): 234 Plätze[6]
- Mehrzwecksaal II (Sala II): 144 Plätze[6]
- Mediathek
- Drei Filmzimmer
- Leseraum
- Tanzsaal
- Übungsräume
- Galerien
- Gartenanlagen und offene Wasserflächen
- Terrasse
- Kaffee der Künste
- 738 eigene, kostenpflichtige Parkplätze

## Park

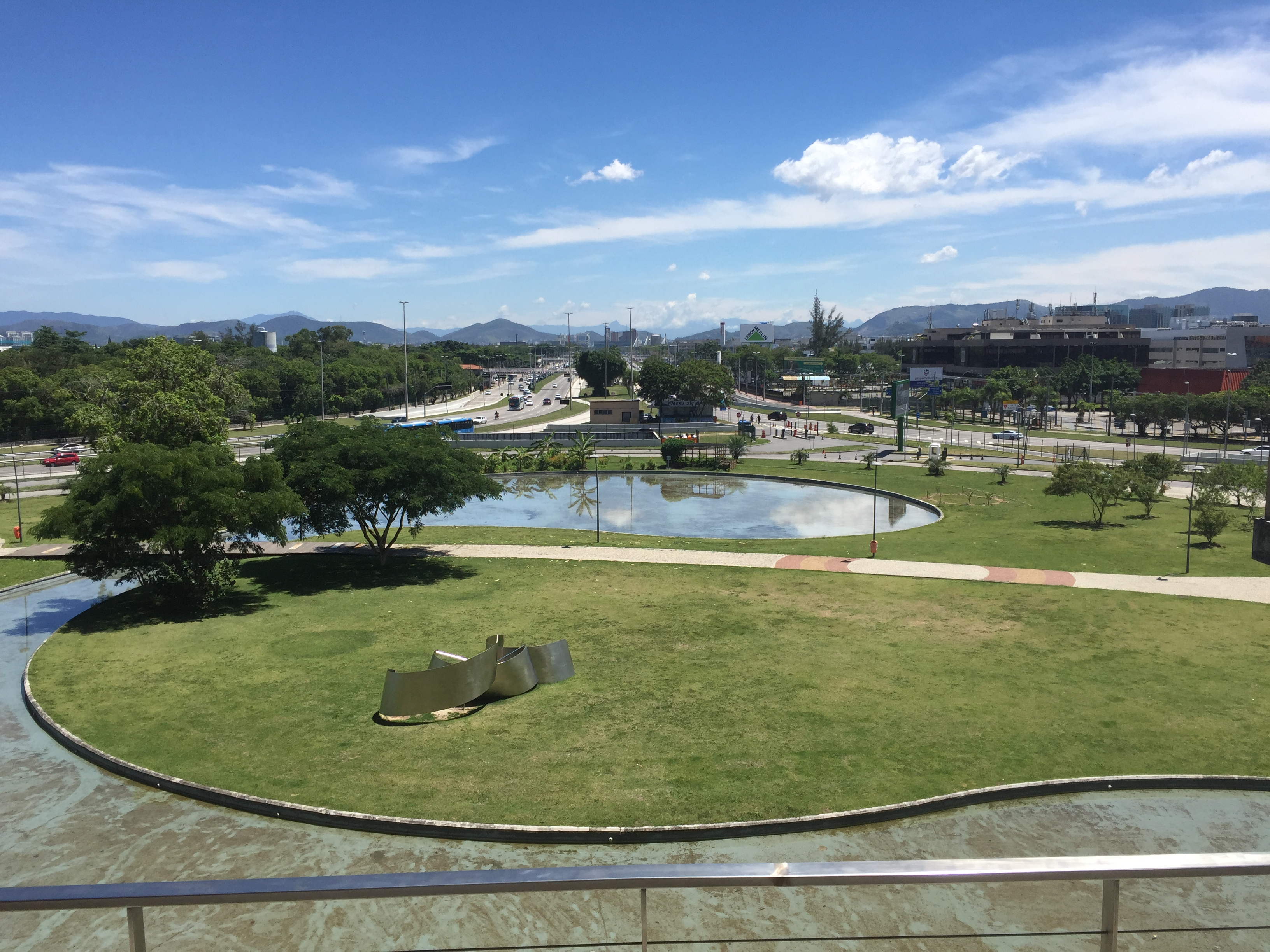
Blick in den tropischen Wassergarten unterhalb des Gebäudes

Um das Cidade das Artes befindet sich ein öffentlicher Park mit angelegten Wegen und miteinander verbundenen ovalen Wasserflächen, die sich auch unter dem Gebäude hinziehen. Die beiden Rampen die von der Terrasse herunter führen, enden im Park. Der Park wurde von dem brasilianischen Landschaftskünstler Fernando Chacel als tropischer Wassergarten entworfen.